# Невская, Ольга Яновна

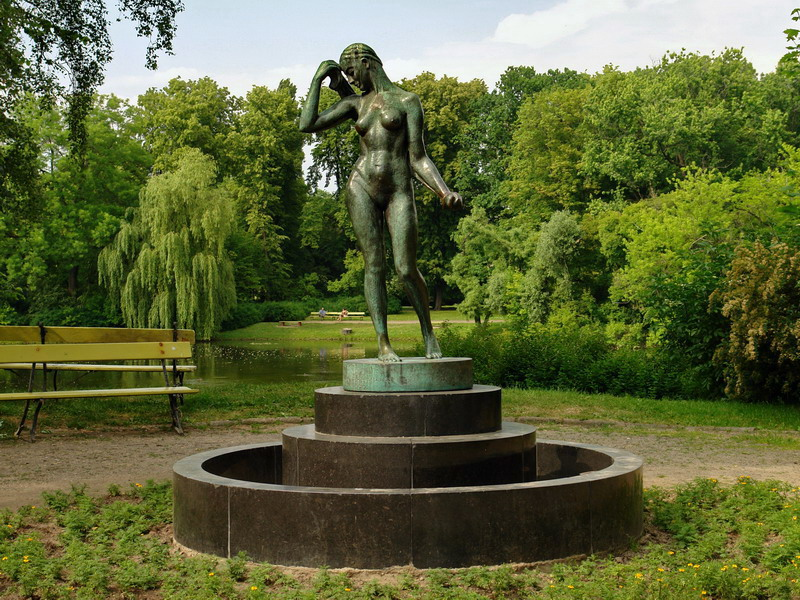
«Купальщица» O. Невской. Варшава

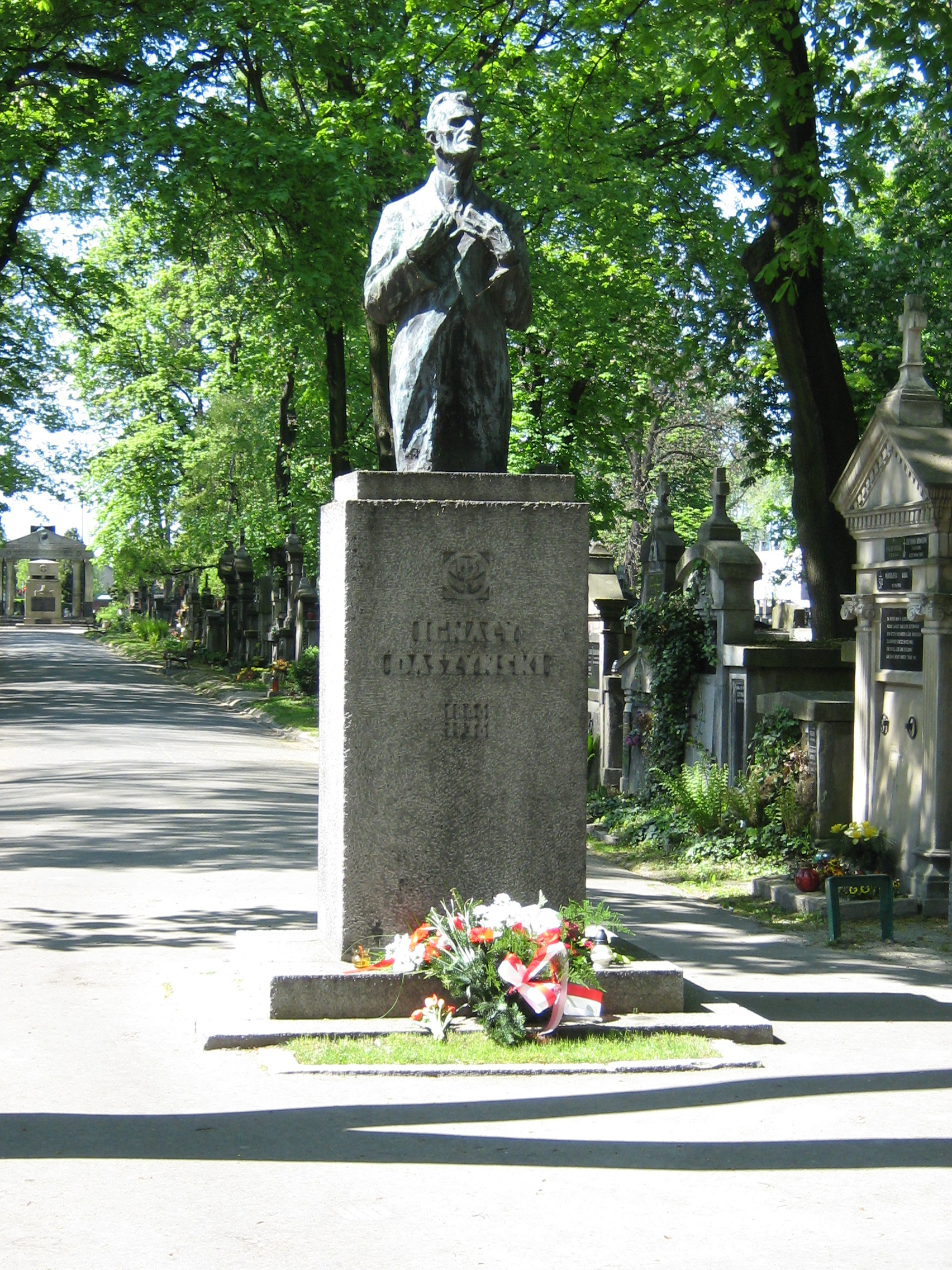
Памятник на могиле И. Дашинского на Раковицком кладбище

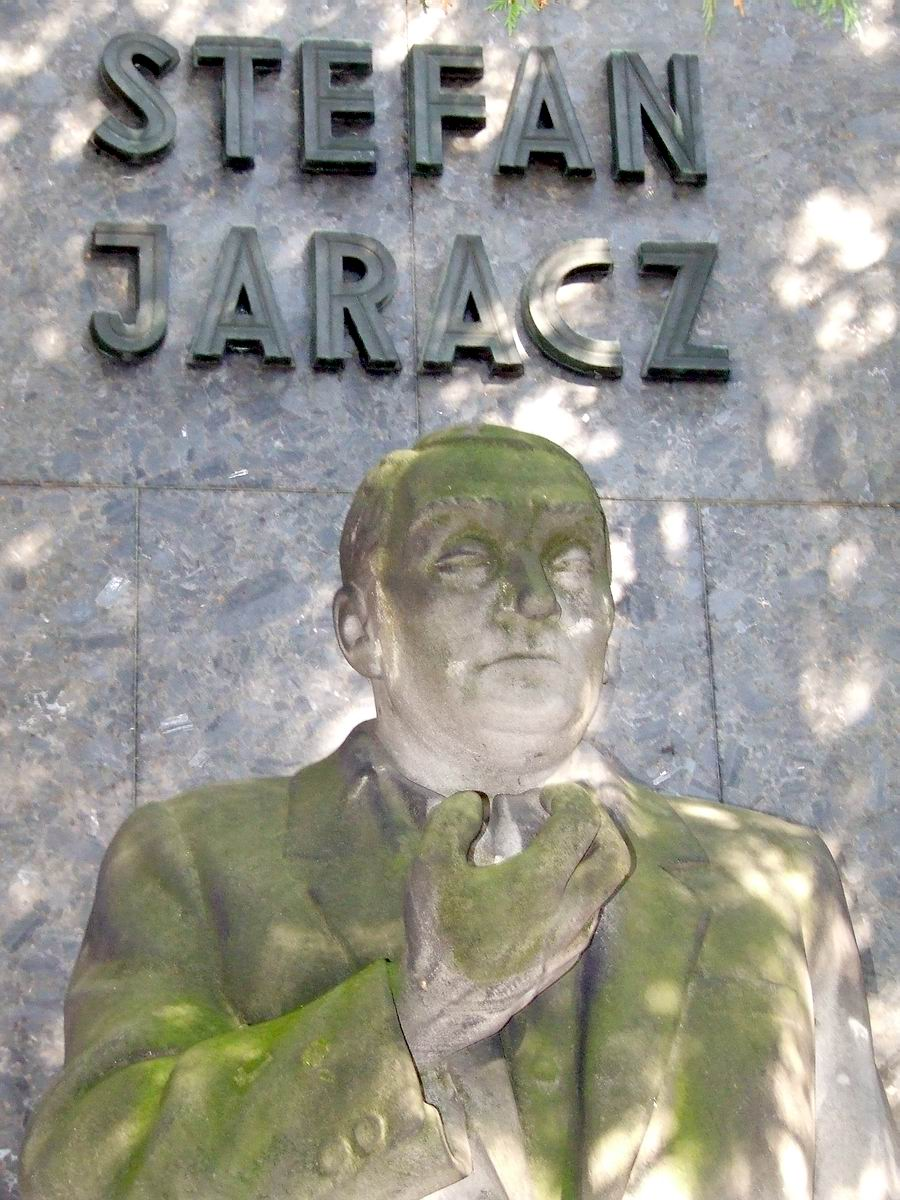
Памятник на могиле Стефана Ярача

Ольга Невская (пол. Olga Niewska; 28 мая 1898, Харьков — 25 мая 1943, Варшава) — польский скульптор.

## Биография
Родилась в семье Яна Невского, известного харьковского архитектора. С детства обладала талантом лепки. После окончания реальной школы обучалась в Киевской рисовальной школе. Затем в 1918 году выехала в Краков, где поступила в Краковскую академию искусств. Ученица профессора К. Лашчко. Уже через два года организовала персональную выставку во Дворце искусств Кракова. Тогда же местный музей купил её работы.
Вышла замуж по католическому обряду, но через некоторое время решила развестись и для этого отправилась в Ватикан, получила аудиенцию у папы римского и добилась своего. В 1923 году переехала из Кракова в Варшаву.
В столице вскоре стала популярным скульптором. Заказы на скульптурные портреты и бюсты поступали от высокопоставленных польских чиновников, политиков, артистов. Среди позирующих ей были глава государства Ю. Пилсудский и президент Польши И. Мосцицкий.
В 1926—1928 гг. жила в Париже, где училась в мастерской у Бурделя. В 1928 году на ежегодной выставке с Салоне союза профессиональных польских художников и пластиков в Варшаве её скульптура получила «Премию столичного города Варшава за 1928 год».
Участница IX конкурса искусств на летних Олимпийских играх 1928 года в Амстердаме, XI конкурса 1936 года в Берлине. В 1937 году награждена золотой медалью на выставке искусства и техники в Париже.
1930-е годы стали для Невской периодом наибольшей творческой активности. Кроме монументальных скульптурных портретов, она занималась также скульптурами спортсменов, медальерным искусством. Незадолго до войны создала одну из самых знаменитых своих работ — портрет Стефана Ярача (1883—1945), знаменитого польского актёра и писателя.
В 1936 вторично вышла замуж за военного дипломата В. Щековского.
В сентябре 1939 года во время первого налëта немецкой авиации на Варшаву её мастерская сгорела.
В 1943 году Ольга Невская тяжело заболела и 25 мая того же года умерла.